# 迈克·萨德勒
威利斯·迈克尔·萨德勒，MC MM（英語：Military Medal，1920年2月22日—2024年1月4日）是英国陆军军官，也是存活于世的最后一名特种空勤团首批成员以及最后一批长距离沙漠群老兵（杰克·曼是该部队最后一位在世的老兵）。

## 早年
威利斯·迈克尔·萨德勒于1920年2月22日出生在英国伦敦肯辛顿。他的父亲名为亚当·萨德勒，母亲则是威尔玛·萨德勒。因父亲在格洛斯特郡斯特劳德经营一家塑料厂，萨德勒一家搬迁至希普斯库姆。他曾在赛伦赛斯特的奥克利霍尔学校（Oakley Hall School）和汉普郡彼得斯菲尔德的比代尔斯学校学习，并在1937年毕业。

## 军事生涯
萨德勒毕业后移民南罗德西亚（今属于津巴布韦），并在当地的烟草农场工作。1939年第二次世界大战爆发后，他加入英军罗德西亚团的反坦克部队，与驻守在埃及-利比亚边界由埃尔温·隆美尔领导的德意志非洲军作战，后晋升至中士，但因与部分军官存在矛盾且拒绝长官道歉要求被降级。
在开罗休假期间，萨德勒说服新成立的长距离沙漠群成员让他担任车队的天文航导。他主要事迹是引导特种空勤团突击队员越过利比亚沙漠，对轴心国机场和基地实施夜间突袭。即使在凹凸不平的沙丘上，他也能够用经纬仪确定队伍方位。
萨德勒在首次执行长距离沙漠群的任务期间，引导特种空勤团越过昔兰尼加的贾洛绿洲至塔梅特（Tamet）轴心国空军基地之间的643.74公里（400英里）沙漠，促使英军摧毁24架敌机和击毙数十名德国及意大利士兵，并在不久后晋升下士，获得军事勋章。
1942年7月，英军袭击埃及的西迪·哈内什机场。萨德勒陪同18辆吉普车（每辆都配备机枪）摧毁37架德国飞机。同年9月重婚行动袭击班加西期间，长距离沙漠群因未能避开意大利侦察，损失了70辆战车。
1943年1月，特种空勤团创始人戴维·斯特林率队穿越泰拜盖山口与英国第一军团会合，共同对突尼斯市的轴心国军执行火神行动任务。斯特林和10名士兵在行动期间被俘，萨德勒则与约翰尼·库珀和弗雷迪·塔克西斯脱逃，并在缺水缺粮的情况下行走177公里直至在托泽尔遇见法国外籍兵团和美国第26步兵团。约翰·W·鲍恩中校怀疑3人是德国间谍，但经萨德勒解释后解除误会。随后，他加入第八军团继续参与西部沙漠战役。
1944年初，萨德勒被派往苏格兰达弗尔训练即将在同年6月参与诺曼底登陆的特种空勤团士兵。同年8月，他参与霍兹沃斯行动跳伞进入法国，并在敌后作战期间用武装吉普车歼灭两支德军机枪小组，因而获得军功十字勋章。2018年，他因参与解放法国在法国驻英国大使馆的非公开仪式上被授予法国荣誉军团勋章骑士级。
斯特林被俘后，帕迪·梅恩接管特种空勤团领导权。战后，梅恩和萨德勒加入福克兰群岛属地调查局前往南极。萨德勒在斯托宁顿岛期间因建立基地获得极地勋章。基地通过冰川与南极大陆连接，因此冰川消退后形成的地区被命名为「萨德勒通道」。

## 晚年
萨德勒曾为军情六处工作数十年，负责过福克兰战争的欺敌行动，并在退休后从事航海事业。1990年，他与皇家巡航俱乐部领航基金会前主任出版奥兹·罗宾逊（Oz Robinson）出版航海指南《大西洋的西班牙和葡萄牙》（Atlantic Spain and Portugal）的第二版。

## 个人生活
1958年，他以军情六处特工身份在外交部工作期间与帕特里夏·本森（Patricia Benson）结婚，二人育有一女名为莎莉（Sally）。帕特里夏·本森在2001年逝世。
二战结束后，萨德勒居住在格洛斯特郡切尔滕纳姆。尽管晚年失明，他仍在2020年与特种部队俱乐部成员在伦敦庆祝其百岁生日。2024年1月4日，他在剑桥的一家疗养院逝世，享年103岁。

## 相关作品
2013年，肖恩·雷蒙特（Sean Rayment）出版特种部队俱乐部系列短篇小说《与隆美尔作战：迈克·萨德勒上尉》。
2022年，汤姆·尚克兰执导电视剧SAS：叛逆勇士。这部剧改编自本·麦金泰尔2016年出版的同名小说，讲述了特种空勤团在西部沙漠战役的故事。汤姆·格林-卡尼在剧中饰演萨德勒。